# ヨーヨーの猫つまみ
『ヨーヨーの猫つまみ』（ヨーヨーのねこつまみ）は、1992年3月30日から同年9月26日までの毎週月曜日から金曜日に日本テレビで放送された短編深夜アニメである。2010年代以降では、2013年2月7日から同年3月7日まで、CS放送日テレプラスでの放送が行われた。猫だけの島「イル・ガット」が舞台。

## 登場人物
ヨーヨー
声：大塚明夫
バー｢海猫亭｣のマスター。彼の作るつまみは独特で、それ目当てで客が来ることもある。
ココ
声：押谷芽衣
ヨーヨーの娘で、海猫亭の共同経営者。竹を割ったような性格で、ウェイトレスやお客の話し相手なども勤める。
提督
声：丸山詠二
本名、ヴィットリオ・コレディーネ。博学で物知り。元大船長と言われているが本当のところははっきりしていない上彼の話の真偽も不明だが、みんなからは敬愛されている。ココとは仲良し。
ナーシャ
声：兵藤まこ
美しい雌猫で、歌手活動をしている。トランプ占いが趣味でけっこう評判がいいのでみんな占ってもらいたがっている。ワインやカクテル、香りの強い料理が好き。
ドク
声：島田敏
本名、ドク・フランシス。無口なおもちゃ技師。ナーシャにひそかな思いを寄せているが、気づいている猫はあまりいない。酔っ払うと逆立ちをする変な癖があり、逆立ちしたまま居眠りすることもできる。バターと間違えてからしバターをパンに塗っても気付かずに食べるほどの味音痴だが、何故か酒の味だけは判るらしい。好物はウナギ。
そうぎ屋（騒議屋）
声：亀山助清
本名、E.R.ドビンスキー。職業は「イルガット猫劇団」の団員。おしゃべりでお調子者。ダジャレの迷人でおかしなシャレをいつも飛ばしている。普段は明るいが嫌な事があるとものすごく沈み込んだり、すごく怒ったりする(想いを寄せていた幼馴染が結婚する時は激しく落ち込み、祭りの時には最近のたこ焼の安っぽさに激怒した)。ナマ物料理(刺身など)が好物。提督から聞いた白鯨の尻尾の刺身を食べてみたいと願っている。
キキ
声：沢田敏子
太った感じのおばさん猫で、菓子屋を営んでいる。けっこう天然な性格で気まぐれ者。料理がそこそこできてココに料理を教えたりしている。ココの母親代わりをしたりしている。食いしん坊だが、時々味にうるさい面がある。

## 放映リスト
| 話数 | サブタイトル                     | 脚本       | 絵コンテ   | 演出     | 作画                | 背景           | 放映日         |
| ---- | -------------------------------- | ---------- | ---------- | -------- | ------------------- | -------------- | -------------- |
| 1    | 我らの提督                       | 小山高生   | 案納正美   | 小島正幸 | 工藤柾輝            | スタジオアクア | 1992年 3月31日 |
| 2    | そうぎ屋は騒議屋                 | 小山高生   | 案納正美   | 小島正幸 | 江田玲子            | スタジオアクア | 4月1日         |
| 3    | 早春の香はいかが                 | 小山高生   | 案納正美   | 小島正幸 | 江田玲子            | スタジオアクア | 4月2日         |
| 4    | 男も無口なほうがいい             | 小山高生   | 案納正美   | 小島正幸 | 吉田健二            | スタジオアクア | 4月3日         |
| 5    | マドンナは健康食がお好き         | 小山高生   | 案納正美   | 小島正幸 | 吉田健二            | スタジオアクア | 4月4日         |
| 6    | 提督自慢のブランデー             | 小山高生   | 案納正美   | 小島正幸 | 宮崎なぎさ          | 河野次郎       | 4月7日         |
| 7    | 騒議屋のおしゃべり封じ           | 小山高生   | 案納正美   | 小島正幸 | 数井浩子            | 河野次郎       | 4月8日         |
| 8    | キキの差し入れは家庭の味         | 小山高生   | 案納正美   | 小島正幸 | 宮崎なぎさ          | 河野次郎       | 4月9日         |
| 9    | 恥ずかしがりやのドク             | 小山高生   | 案納正美   | 小島正幸 | 数井浩子            | 河野次郎       | 4月10日        |
| 10   | マドンナはオーバーワーク         | 小山高生   | 案納正美   | 小島正幸 | 宮崎なぎさ          | 河野次郎       | 4月11日        |
| 11   | 海原の大きな尻尾                 | 植竹須美男 | 小島正幸   | 小島正幸 | 井上鋭              | スタジオアクア | 4月14日        |
| 12   | 騒議屋の失恋                     | 植竹須美男 | 小島正幸   | 小島正幸 | 井上鋭              | スタジオアクア | 4月15日        |
| 13   | 残り物活用法                     | 植竹須美男 | 小島正幸   | 小島正幸 | 吉野高夫            | スタジオアクア | 4月16日        |
| 14   | ココの手料理                     | 植竹須美男 | 小島正幸   | 小島正幸 | 吉野高夫            | スタジオアクア | 4月17日        |
| 15   | 思いでの満月パンケーキ           | 植竹須美男 | 小島正幸   | 小島正幸 | 尾崎和孝            | スタジオアクア | 4月18日        |
| 16   | 巨大ナスと提督                   | 高山治郎   | 案納正美   | 阿部紀之 | 山崎登志樹 山崎歌子 | 田中資幸       | 4月21日        |
| 17   | お花見気分で                     | 高山治郎   | 案納正美   | 阿部紀之 | 山崎登志樹 山崎歌子 | 田中資幸       | 4月22日        |
| 18   | 一番目のお酒                     | 高山治郎   | 案納正美   | 阿部紀之 | 山崎登志樹 山崎歌子 | 田中資幸       | 4月23日        |
| 19   | 朝食を賭けて                     | 高山治郎   | 案納正美   | 阿部紀之 | 山崎登志樹 山崎歌子 | 田中資幸       | 4月24日        |
| 20   | ココの習わぬスクリュードライバー | 高山治郎   | 案納正美   | 阿部紀之 | 山崎登志樹 山崎歌子 | 田中資幸       | 4月25日        |
| 21   | オリエンタルなピザ               | 井上晃     | 阿部紀之   | 阿部紀之 | 吉田健二            | スタジオアクア | 4月28日        |
| 22   | 味なアジだね・トレビアン         | 植竹須美男 | 阿部紀之   | 阿部紀之 | 吉田健二            | スタジオアクア | 4月29日        |
| 23   | ダイエットにおつまみをどうぞ     | 植竹須美男 | 阿部紀之   | 阿部紀之 | 吉田健二            | スタジオアクア | 4月30日        |
| 24   | 雨のミルクうどん                 | 花田十輝   | 阿部紀之   | 阿部紀之 | 吉田健二            | スタジオアクア | 5月1日         |
| 25   | 男も恋も辛口がいい               | 植竹須美男 | 阿部紀之   | 阿部紀之 | 村田四郎            | スタジオアクア | 5月2日         |
| 26   | サラダは海の香り                 | 花田十輝   | 小島正幸   | 有馬克己 | 工藤柾輝            | 河野次郎       | 5月5日         |
| 27   | タコ焼きに、愛をこめて           | 鈴木英之   | 小島正幸   | 有馬克己 | 工藤柾輝            | 河野次郎       | 5月6日         |
| 28   | 刺激スープでグッドアイディア     | 越智弘二   | 小島正幸   | 有馬克己 | 竹松一生            | 河野次郎       | 5月7日         |
| 29   | 漬け物はおふくろの香り           | 佐藤章     | 小島正幸   | 有馬克己 | 村田四郎            | 河野次郎       | 5月8日         |
| 30   | あこがれのステーキ               | 堀井明子   | 小島正幸   | 有馬克己 | 村田四郎            | 河野次郎       | 5月9日         |
| 31   | バードウォッチングと巣ごもり卵   | 高山治郎   | 山口頼房   | 山口頼房 | 数井浩子            | スタジオアクア | 5月12日        |
| 32   | 口封じのパスタ                   | 花田十輝   | 山口頼房   | 山口頼房 | 数井浩子            | スタジオアクア | 5月13日        |
| 33   | ラムとポテトとベーコンと         | 高山治郎   | 山口頼房   | 山口頼房 | 数井浩子            | スタジオアクア | 5月14日        |
| 34   | 激辛フェニックス                 | 久保田雅史 | 山口頼房   | 山口頼房 | 宮崎なぎさ          | スタジオアクア | 5月15日        |
| 35   | 健康食品をどうぞ                 | 清水定彦   | 山口頼房   | 山口頼房 | 宮崎なぎさ          | スタジオアクア | 5月16日        |
| 36   | 女の子は宝石のフライもお好き     | 植竹須美男 | 案納正美   | 阿部紀之 | 尾崎和孝            | 田中資幸       | 5月19日        |
| 37   | 奢りはパンプキン                 | 久保田雅史 | 案納正美   | 阿部紀之 | 井上鋭              | 田中資幸       | 5月20日        |
| 38   | 恋のビスケット                   | 花田十輝   | 案納正美   | 阿部紀之 | 井上鋭              | 田中資幸       | 5月21日        |
| 39   | 特製カクテル&サラダ              | 植竹須美男 | 案納正美   | 阿部紀之 | 吉野高夫            | 田中資幸       | 5月22日        |
| 40   | 慶びいっぱいの親子揚げ           | 鈴木英之   | 案納正美   | 阿部紀之 | 吉野高夫            | 田中資幸       | 5月23日        |
| 41   | 提督にお任せ                     | 高井美香   | 阿部紀之   | 阿部紀之 | 山崎登志樹 山崎歌子 | 河野次郎       | 5月26日        |
| 42   | 危険なチップス                   | 越智弘二   | 阿部紀之   | 阿部紀之 | 山崎登志樹 山崎歌子 | 河野次郎       | 5月27日        |
| 43   | キキの宝石箱                     | 志田眞由美 | 阿部紀之   | 阿部紀之 | 山崎登志樹 山崎歌子 | 河野次郎       | 5月28日        |
| 44   | 拾い主にサンドイッチを           | 越智弘二   | 阿部紀之   | 阿部紀之 | 山崎登志樹 山崎歌子 | 河野次郎       | 5月29日        |
| 45   | めでタイつまみでラッキー         | 佐藤章     | 阿部紀之   | 阿部紀之 | 山崎登志樹 山崎歌子 | 河野次郎       | 5月30日        |
| 46   | お似合いカツチーズ               | 越智弘二   | 小島正幸   | 小島正幸 | 吉田健二            | スタジオアクア | 6月2日         |
| 47   | 山芋で口は滑るか                 | 花田十輝   | 小島正幸   | 小島正幸 | 吉田健二            | スタジオアクア | 6月3日         |
| 48   | ビネガーで疲労回復               | 越智弘二   | 小島正幸   | 小島正幸 | 吉田健二            | スタジオアクア | 6月4日         |
| 49   | 宝クジでうなぎを                 | 清水定彦   | 小島正幸   | 小島正幸 | 吉田健二            | スタジオアクア | 6月5日         |
| 50   | 琥珀色の蜂蜜パン                 | 井上晃     | 小島正幸   | 小島正幸 | 吉田健二            | スタジオアクア | 6月6日         |
| 51   | 若さと氷の味                     | 清水定彦   | 山口頼房   | 山口頼房 | 相良なぎさ 大倉雅彦 | 河野次郎       | 6月9日         |
| 52   | 余ったビールの活用法             | 越智弘二   | 山口頼房   | 山口頼房 | 相良なぎさ 大倉雅彦 | 河野次郎       | 6月10日        |
| 53   | 宝石とお揚げの中身               | 清水定彦   | 山口頼房   | 山口頼房 | 相良なぎさ 大倉雅彦 | 河野次郎       | 6月11日        |
| 54   | マリン・マリネ                   | 井上晃     | 山口頼房   | 山口頼房 | 相良なぎさ 大倉雅彦 | 河野次郎       | 6月12日        |
| 55   | 鶏っぱらいと猫っぱらい           | 久保田雅史 | 山口頼房   | 山口頼房 | 相良なぎさ 大倉雅彦 | 河野次郎       | 6月13日        |
| 56   | 思い出グラタン                   | 久保田雅史 | 案納正美   | 小柴純弥 | 宮崎なぎさ          | スタジオアクア | 6月16日        |
| 57   | ぎょうざパンは恋の皮算用         | 鈴木英之   | 案納正美   | 小柴純弥 | 数井浩子            | スタジオアクア | 6月17日        |
| 58   | 虫歯でもツルン!                  | 久保田雅史 | 案納正美   | 小柴純弥 | 宮崎なぎさ          | スタジオアクア | 6月18日        |
| 59   | ドクはコーンなにいい男           | 高井美香   | 案納正美   | 小柴純弥 | 宮崎なぎさ          | スタジオアクア | 6月19日        |
| 60   | ドリアでパワーUP                 | 花田十輝   | 案納正美   | 小柴純弥 | 数井浩子            | スタジオアクア | 6月20日        |
| 61   | カレーで観戦! カタツムリ         | 花田十輝   | 小島正幸   | 小島正幸 | 根岸博文            | 田中資幸       | 6月23日        |
| 62   | 映画の後は、鮭ねいず             | 清水定彦   | 小島正幸   | 小島正幸 | 根岸博文            | 田中資幸       | 6月24日        |
| 63   | ピザは眠りを呼ぶ                 | 花田十輝   | 小島正幸   | 小島正幸 | 江田玲子            | 田中資幸       | 6月25日        |
| 64   | 勝利の鍵は、ゼリーサンド         | 鈴木英之   | 小島正幸   | 小島正幸 | 江田玲子            | 田中資幸       | 6月26日        |
| 65   | リンゴとポテトのキッス!          | 越智弘二   | 小島正幸   | 小島正幸 | 江田玲子            | 田中資幸       | 6月27日        |
| 66   | セロリの焦げ目                   | 越智弘二   | 案納正美   | 有馬克己 | 4℃                  | 河野次郎       | 6月30日        |
| 67   | しいたけの帽子                   | 越智弘二   | 案納正美   | 有馬克己 | 4℃                  | 河野次郎       | 7月1日         |
| 68   | お祝いの子持ち人参               | 鈴木英之   | 案納正美   | 有馬克己 | 4℃                  | 河野次郎       | 7月2日         |
| 69   | 太陽とマッシュルーム             | 高山治郎   | 案納正美   | 有馬克己 | 4℃                  | 河野次郎       | 7月3日         |
| 70   | 薔薇のようなスパサラ             | 越智弘二   | 案納正美   | 有馬克己 | 4℃                  | 河野次郎       | 7月4日         |
| 71   | わんぱくポテトで乾杯             | 植竹須美男 | 小柴純弥   | 小柴純弥 | 吉田健二            | スタジオアクア | 7月7日         |
| 72   | さっぱりしたら願いごと           | 堀井明子   | 小柴純弥   | 小柴純弥 | 吉田健二            | スタジオアクア | 7月8日         |
| 73   | コロッケ・パニック               | 久保田雅史 | 小柴純弥   | 小柴純弥 | 吉田健二            | スタジオアクア | 7月9日         |
| 74   | おしのぎスパはジターナ風         | 植竹須美男 | 小柴純弥   | 小柴純弥 | 吉田健二            | スタジオアクア | 7月10日        |
| 75   | 告白のお供にネイチャーズサラダ   | 植竹須美男 | 小柴純弥   | 小柴純弥 | 吉田健二            | スタジオアクア | 7月11日        |
| 76   | 提督の星物語                     | 久保田雅史 | 山口頼房   | 山口頼房 | 山崎登志樹 山崎歌子 | スタジオアクア | 7月14日        |
| 77   | 東の空にUFOつまみ                | 清水定彦   | 山口頼房   | 山口頼房 | 山崎登志樹 山崎歌子 | スタジオアクア | 7月15日        |
| 78   | 納豆パワーで恋をしよう           | 井上晃     | 山口頼房   | 山口頼房 | 山崎登志樹 山崎歌子 | スタジオアクア | 7月16日        |
| 79   | きやズーチのトマト               | 小山高生   | 山口頼房   | 山口頼房 | 山崎登志樹 山崎歌子 | スタジオアクア | 7月17日        |
| 80   | 旅のお供に揚げロール             | 高山治郎   | 山口頼房   | 山口頼房 | 山崎登志樹 山崎歌子 | スタジオアクア | 7月18日        |
| 81   | 貝殻を耳にあてて                 | 越智弘二   | 小島正幸   | 小島正幸 | 大倉雅彦 相良なぎさ | 河野次郎       | 7月21日        |
| 82   | 嗚呼、すんしいいりちい           | 宮崎忠     | 小島正幸   | 小島正幸 | 大倉雅彦 相良なぎさ | 河野次郎       | 7月22日        |
| 83   | カレーいためをどうぞ             | 堀井明子   | 小島正幸   | 小島正幸 | 大倉雅彦 相良なぎさ | 河野次郎       | 7月23日        |
| 84   | 山の恵みにヤッホー!              | 越智弘二   | 小島正幸   | 小島正幸 | 大倉雅彦 相良なぎさ | 河野次郎       | 7月24日        |
| 85   | 美女はピリリと辛い               | 井上晃     | 小島正幸   | 小島正幸 | 大倉雅彦 相良なぎさ | 河野次郎       | 7月25日        |
| 86   | 食べたい時のステキポテ           | 植竹須美男 | 案納正美   | 有馬克己 | あすなろスタジオ    | 田中資幸       | 7月28日        |
| 87   | ハムサンドな騒議屋               | 井上晃     | 案納正美   | 有馬克己 | あすなろスタジオ    | 田中資幸       | 7月29日        |
| 88   | 酒好きのツナ                     | 花田十輝   | 案納正美   | 有馬克己 | あすなろスタジオ    | 田中資幸       | 7月30日        |
| 89   | 正体不明の一口サンド             | 佐藤章     | 案納正美   | 有馬克己 | あすなろスタジオ    | 田中資幸       | 7月31日        |
| 90   | たらことチーズの雨宿り           | 堀井明子   | 案納正美   | 有馬克己 | あすなろスタジオ    | 田中資幸       | 8月1日         |
| 91   | 星のグラッセ                     | 佐藤章     | 案納正美   | 山口頼房 | 江田玲子            | スタジオアクア | 1993年 1月16日 |
| 92   | ナムルは渓流の涼しさ             | 佐藤章     | 案納正美   | 山口頼房 | 江田玲子            | スタジオアクア | 8月5日         |
| 93   | 木登りの後にスイートチップ       | 植竹須美男 | 山口頼房   | 山口頼房 | 江田玲子            | スタジオアクア | 8月6日         |
| 94   | コーンまかいものはまとめ揚げ     | 堀井明子   | 小島正幸   | 山口頼房 | 根岸博文            | スタジオアクア | 8月7日         |
| 95   | 今日はアイスクリームの日         | 高山治郎   | 小島正幸   | 山口頼房 | 根岸博文            | スタジオアクア | 8月8日         |
| 96   | 飛び付きたくなるアイス           | 高山治郎   | 鳥羽厚     | 小島正幸 | 数井浩子 宮崎なぎさ | 河野次郎       | 8月11日        |
| 97   | ホットな青菜ご飯                 | 佐藤章     | 鳥羽厚     | 小島正幸 | 数井浩子 宮崎なぎさ | 河野次郎       | 8月12日        |
| 98   | カマボコとシソのノリ結び         | 堀井明子   | 鳥羽厚     | 小島正幸 | 数井浩子 宮崎なぎさ | 河野次郎       | 8月13日        |
| 99   | Born踊りと精進料理               | 小山高生   | 鳥羽厚     | 小島正幸 | 数井浩子 宮崎なぎさ | 河野次郎       | 8月14日        |
| 100  | ワインにマグロのステーキを       | 佐藤章     | 鳥羽厚     | 小島正幸 | 数井浩子 宮崎なぎさ | 河野次郎       | 8月15日        |
| 101  | カリローニは半世紀の味           | 植竹須美男 | 小島正幸   | 有馬克己 | 古佐小吉重          | スタジオアクア | 8月18日        |
| 102  | ぶどうと秘密話                   | 花田十輝   | 小島正幸   | 有馬克己 | 古佐小吉重          | スタジオアクア | 8月19日        |
| 103  | とうがんでダイエット!            | 越智弘二   | 小島正幸   | 有馬克己 | 古佐小吉重          | スタジオアクア | 8月20日        |
| 104  | 壊れやすいエッグ                 | 越智弘二   | 小島正幸   | 有馬克己 | 古佐小吉重          | スタジオアクア | 8月21日        |
| 105  | 蓮根とバラ                       | 高山治郎   | 小島正幸   | 有馬克己 | 古佐小吉重          | スタジオアクア | 8月22日        |
| 106  | ネギと欠かせぬもの               | 花田十輝   | 案納正美   | 案納正美 | あすなろスタジオ    | 田中資幸       | 8月25日        |
| 107  | 騒議屋は雷がお嫌い               | 高井美香   | 案納正美   | 案納正美 | あすなろスタジオ    | 田中資幸       | 8月26日        |
| 108  | ベジタブルエッグの秘密           | 鈴木英之   | 案納正美   | 案納正美 | あすなろスタジオ    | 田中資幸       | 8月27日        |
| 109  | お月さまの模様と香り             | 堀井明子   | 案納正美   | 案納正美 | あすなろスタジオ    | 田中資幸       | 8月28日        |
| 110  | 総貝焼きは爽快な香り             | 鈴木英之   | 案納正美   | 案納正美 | あすなろスタジオ    | 田中資幸       | 8月29日        |
| 111  | お月様ピッツァ                   | 細井能道   | 山口頼房   | 山口頼房 | 吉田健二            | スタジオアクア | 9月1日         |
| 112  | 騒議屋に必要な串                 | 久保田雅史 | 山口頼房   | 山口頼房 | 吉田健二            | スタジオアクア | 9月2日         |
| 113  | お手伝いの報酬は                 | 細井能道   | 山口頼房   | 山口頼房 | 吉田健二            | スタジオアクア | 9月3日         |
| 114  | ココのトマト日記                 | 久保田雅史 | 山口頼房   | 山口頼房 | 吉田健二            | スタジオアクア | 9月4日         |
| 115  | 夢はたくさんの風船               | 堀井明子   | 山口頼房   | 山口頼房 | 根岸博文            | スタジオアクア | 9月5日         |
| 116  | 思い出の鰯の味                   | 野呂昌史   | やすみ哲夫 | 有馬克己 | 山崎登志樹 山崎歌子 | 河野次郎       | 9月8日         |
| 117  | 水のない煮物                     | 花田十輝   | やすみ哲夫 | 有馬克己 | 山崎登志樹 山崎歌子 | 河野次郎       | 9月9日         |
| 118  | 読書とザーサイ和え(前編)         | 高山治郎   | やすみ哲夫 | 有馬克己 | 山崎登志樹 山崎歌子 | 河野次郎       | 9月10日        |
| 119  | 読書とザーサイ和え(後編)         | 高山治郎   | やすみ哲夫 | 有馬克己 | 山崎登志樹 山崎歌子 | 河野次郎       | 9月11日        |
| 120  | お月見の夜に                     | 高山治郎   | やすみ哲夫 | 有馬克己 | 山崎登志樹 山崎歌子 | 河野次郎       | 9月12日        |
| 121  | さまよえるカボチャ               | 佐藤章     | 小島正幸   | 小島正幸 | 宮崎なぎさ 数井浩子 | スタジオアクア | 9月15日        |
| 122  | ロマンティックなベーコンプルーン | 露木千秋   | 小島正幸   | 小島正幸 | 宮崎なぎさ 数井浩子 | スタジオアクア | 9月16日        |
| 123  | キキの鮭料理                     | 花田十輝   | 小島正幸   | 小島正幸 | 宮崎なぎさ 数井浩子 | スタジオアクア | 9月17日        |
| 124  | あまかリンリン、イカ煮干し       | 露木千秋   | 小島正幸   | 小島正幸 | 宮崎なぎさ 数井浩子 | スタジオアクア | 9月18日        |
| 125  | おめでとうの茶巾寿司             | 成田真     | 小島正幸   | 小島正幸 | 宮崎なぎさ 数井浩子 | スタジオアクア | 9月19日        |
| 126  | 甘いつまみと連想ゲーム           | 堀井明子   | 案納正美   | 山口頼房 | 根岸博文            | 田中資幸       | 9月22日        |
| 127  | 二日酔いにキムチスープを         | 高山治郎   | 案納正美   | 山口頼房 | 根岸博文            | 田中資幸       | 9月23日        |
| 128  | ベーコン巻きに夢中な夜           | 高山治郎   | 案納正美   | 山口頼房 | 江田玲子            | 田中資幸       | 9月24日        |
| 129  | 夢にまで見たキノコマリネ         | 高山治郎   | 案納正美   | 山口頼房 | 江田玲子            | 田中資幸       | 9月25日        |
| 130  | お祝いのホイル焼き               | 高山治郎   | 案納正美   | 山口頼房 | 江田玲子            | 田中資幸       | 9月26日        |

## スタッフ
- 企画制作：日本テレビ
- 制作著作：テレスクリーン、オムニバス・プロモーション
- 制作協力：テレイメージ、ビジュアル80
- 料理監修：服部栄養専門学校
- 原案：池田あきこ、わちふいーるど
- 構成：小山高生
- 撮影：スタジオ・トゥインクル
- 制作デスク：平野成一
- 編集：尾形治敏
- タイトル：道川昭
- 効果：伊藤道廣
- NTVデスク：山路裕子
- 現像：東京現像所
- 録音演出：若林和弘
- 録音スタジオ：東京テレビセンター
- NTV広報：鈴木康子
- チーフ演出：案納正美
- プロデューサー：堀越徹、亀山俊樹

## 主題歌
「雨の日も、晴れの日も」
作詞 - 松尾由紀夫 / 作曲 - 楠瀬誠志郎 / 歌 - 楠瀬誠志郎
「私の気持ちが何故わかる?」
作詞 - EPO / 作曲 - EPO / 歌 - EPO

## 書籍情報
1. ISBN 978-4915901010
2. ISBN 978-4915901072